# Valleys of Neptune (album)
Valleys of Neptune – pośmiertnie wydana kompilacja Jimiego Hendriksa, zawierająca jego nagrania z lat 1967 – 1970. Ukazała się w sprzedaży 8 marca 2010 roku.

## Lista utworów
Autorem wszystkich utworów, chyba że zaznaczono inaczej jest Jimi Hendrix.
| Nr  | Tytuł utworu                                    | Długość |
| --- | ----------------------------------------------- | ------- |
| 1.  | „Stone Free”                                    | 3:45    |
| 2.  | „Valleys of Neptune”                            | 4:01    |
| 3.  | „Bleeding Heart” (James)                        | 6:20    |
| 4.  | „Hear My Train a Comin’”                        | 7:29    |
| 5.  | „Mr. Bad Luck”                                  | 2:56    |
| 6.  | „Sunshine of Your Love” (Clapton, Bruce, Brown) | 6:45    |
| 7.  | „Lover Man”                                     | 4:15    |
| 8.  | „Ships Passing Through the Night”               | 5:52    |
| 9.  | „Fire”                                          | 3:12    |
| 10. | „Red House”                                     | 8:20    |
| 11. | „Lullaby for the Summer”                        | 3:48    |
| 12. | „Crying Blue Rain”                              | 4:56    |
|     |                                                 | 1:01:39 |

## Twórcy
| Muzycy - Jimi Hendrix – śpiew, gitara, produkcja muzyczna, okładka - Mitch Mitchell – perkusja - Noel Redding – gitara basowa - Billy Cox – gitara basowa – 1, 2, 3 Muzycy wspomagający - Rocki Dzidzornu – instrumenty perkusyjne – 6, 12 - Roger Chapman – wokal wspierający – 1 - Andy Fairweather Low – wokal wspierający – 1 - Juma Sultan – instrumenty perkusyjne - Rocky Isaac – perkusja – 3 - Chris Grimes – tamburyn – 3 - Al Marks – marakasy – 3 Produkcja - Eddie Kramer – produkcja muzyczna, miksowanie, inżynieria dźwięku – 1, 2, 5 - Chas Chandler – produkcja muzyczna – 5 - George Chkiantz – inżynieria dźwięku – 6, 7, 9, 10, 12 - Gary Kellgren – inżynieria dźwięku – 1, 3, 8 - Jack Adams – inżynieria dźwięku – 2 | Produkcja pośmiertna - Janie Hendrix – produkcja muzyczna - John McDermott – produkcja muzyczna - Chandler Harrod – asystent inżyniera - Rick Kwan – inżynieria dźwięku - Derik Lee – inżynieria dźwięku - Charlie Stavish – inżynieria dźwięku - Aaron Walk – inżynieria dźwięku - George Marino – mastering Oprawa graficzna - Phil Yarnall – dizajn - Linda McCartney – zdjęcia - James Davenport – zdjęcia - Jerry Schatzberg – zdjęcia - Jonathan Stathakis – zdjęcia - Graham F. Page – zdjęcia - John Sullivan – zdjęcia - Ulvis Alberts – zdjęcia - Willis Hogan Jr – zdjęcia - Peter Riches – zdjęcia |

## Daty nagrań poszczególnych utworów
- „Stone Free”– nagrywano 7, 9, 14 kwietnia i 17 maja 1969 roku w Record Plant Studios w Nowym Jorku.
- „Valleys of Neptune” – nagrywano 23 września 1969 roku, i 15 maja 1970 w Record Plant.
- „Bleeding Heart” – nagrywano 24 kwietnia 1969 w Record Plant.
- „Hear My Train a Comin’” – nagrano 7 kwietnia 1969 w Record Plant.
- „Mr. Bad Luck” – nagrano 5 maja 1967, w Olympic Studios w Londynie i 5 czerwca 1987 roku w AIR Studios w Londynie.
- „Sunshine of Your Love” – nagrano 16 lutego 1969 roku w Olympic Studios.
- „Lover Man” – nagrano 16 lutego 1969 roku w Olympic i 5 czerwca 1987 w AIR.
- „Ships Passing Through the Night” – nagrano 14 kwietnia 1969 roku w Record Plant.
- „Fire” i „Red House” – nagrano 17 lutego w Olympic.
- „Lullaby for the Summer” – nagrano 7 kwietnia 1969 roku w Record Plant.
- „Crying Blue Rain” – nagrano 16 lutego 1969 roku w Olympic i 5 czerwca 1987 w AIR.

## Pozycje na listach
| Lista                | Kraj              | Pozycja |
| -------------------- | ----------------- | ------- |
| RIANZ                | Nowa Zelandia     | 3       |
| MegaCharts           | Holandia          | 4       |
| Billboard 200        | Stany Zjednoczone | 4       |
| Top 30               | Portugalia        | 5       |
| Ö3 Austria Top 40    | Austria           | 6       |
| Ultratop 50          | Belgia            | 6       |
| SNEP                 | Francja           | 6       |
| Sverigetopplistan    | Szwecja           | 7       |
| ARIA Charts          | Australia         | 8       |
| Schweizer Hitparade  | Szwajcaria        | 8       |
| Tracklisten          | Dania             | 13      |
| VG-lista             | Norwegia          | 17      |
| UK Albums Chart      | Wielka Brytania   | 21      |
| PROMUSICAE           | Hiszpania         | 23      |
| OLiS                 | Polska            | 23      |
| IRMA                 | Irlandia          | 32      |
| Media Control Charts | Niemcy            | 34      |

## Źródła
- John McDermott, Valleys of Neptune, wyd. CD, książeczka, Legacy Recordings, Experience Hendrix, 2010 (ang.). Brak numerów stron w książce